# 1994年リレハンメルオリンピック
1994年リレハンメルオリンピック（1994ねんリレハンメルオリンピック）は、1994年2月12日から2月27日までノルウェーのオップラン県リレハンメルで行われた冬季オリンピック。リレハンメル1994（Lillehammer 1994）と呼称される。
これまでオリンピックは夏冬同じ4の倍数年（子年、辰年、申年）に開催していたが、これを2年ごとの隔年開催にするために冬季大会の開催を2年ずらし単偶数年（寅年、午年、戌年・FIFAワールドカップの開催年）に開催となった。このため、前回の1992年アルベールビルオリンピックからわずか2年後の開催となった。
なお、リレハンメルはこれまでのオリンピック開催地では最も北に位置する。

## 大会開催までの経緯
リレハンメルオリンピックの開催は1988年9月15日に韓国のソウルで開かれた第94回国際オリンピック委員会総会で決定された。開催地誘致は隣国スウェーデンのエステルスンドとのスカンジナビア半島決戦となり、初の冬季大会開催を目指すスウェーデンが有利との下馬評だったが、大会会場をコンパクトに集約したリレハンメルが開催権を得た。
| 都市           | 国             | 1回目 | 2回目 | 3回目 |
| -------------- | -------------- | ----- | ----- | ----- |
| リレハンメル   | ノルウェー     | 25    | 30    | 45    |
| エステルスンド | スウェーデン   | 19    | 33    | 39    |
| アンカレッジ   | アメリカ合衆国 | 23    | 22    | -     |
| ソフィア       | ブルガリア     | 17    | -     | -     |

## ハイライト

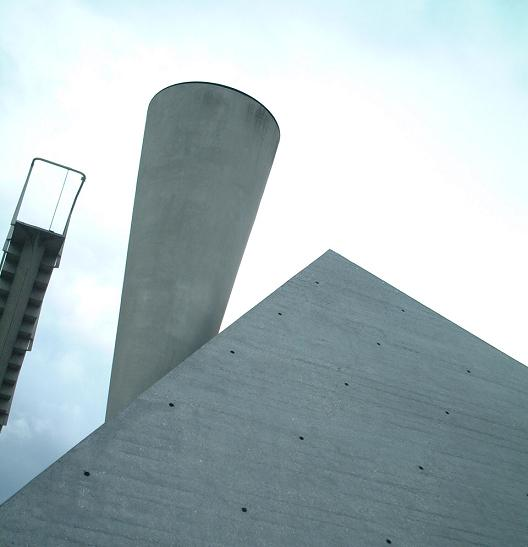
1994年リレハンメルオリンピックの聖火台（2005年8月）。

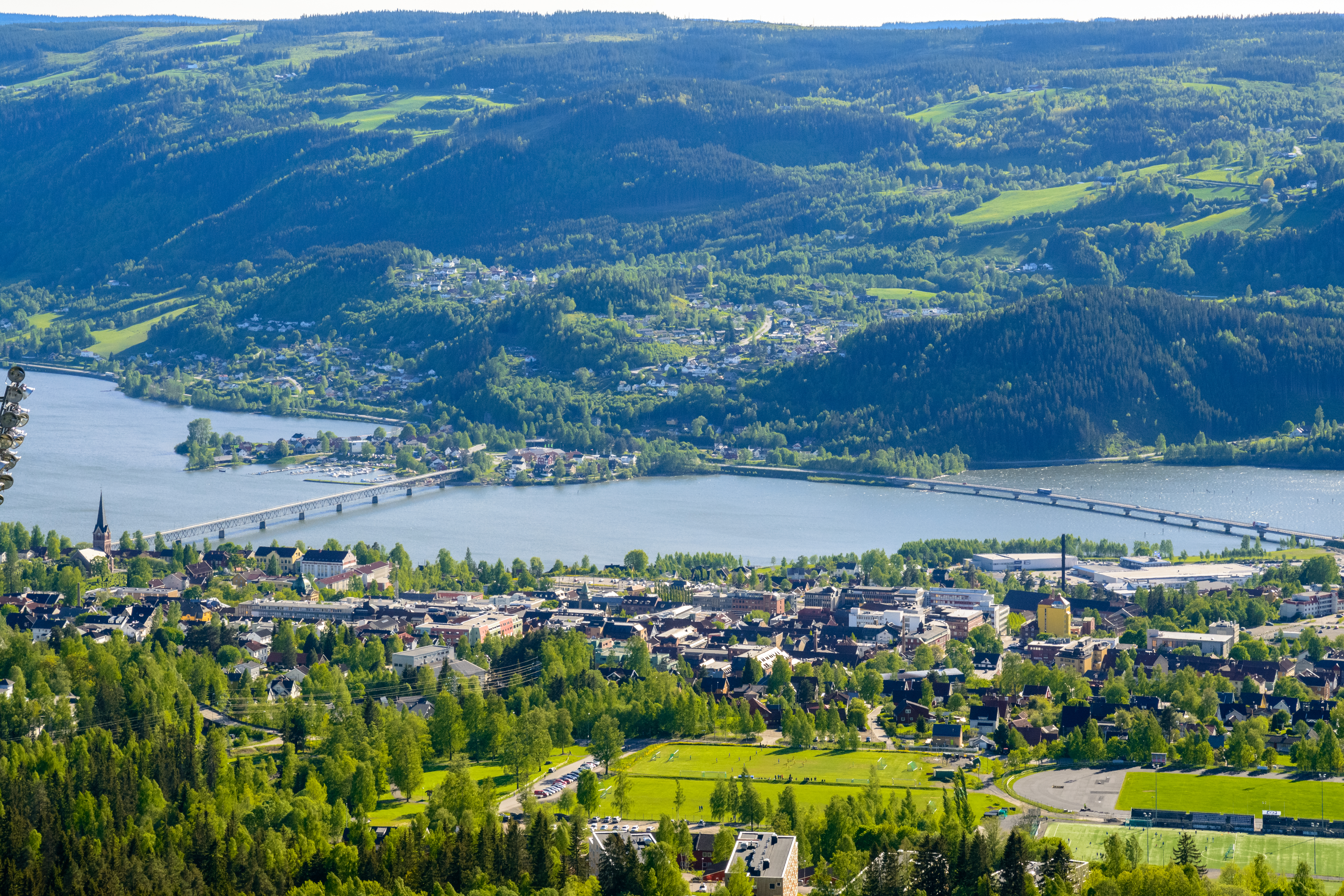
リレハンメル（2017年6月）。

- リレハンメルオリンピックの開会式と閉会式は、ジャンプ会場で行われた。まず、サマランチIOC会長の呼びかけにより、10年前の開催地・サラエボが内戦の戦火に曝される現状に対し黙祷が捧げられた。オリンピック賛歌はノルウェーの国民的歌手で同大会のテーマソング"Fire in your heart"も歌ったシセル・シルシェブーが歌い出し部分をアカペラで独唱した。続いて、クロスカントリーでリレーされた聖火がジャンプ台からトーチを持ったジャンパーによって会場に降りてきて点火された[注釈 1]。
- 開会式の入場行進では全てのチームが「ようこそ、◯◯（国名または地域名）」と歓迎の言葉を添えて紹介された。この紹介文は、その国や地域の公用語→英語→フランス語の順に読み上げられた[注釈 2]。
- 『環境に優しいオリンピックを』というスローガンを掲げ、アイスホッケーの会場を岩をくり抜いた中に建設したり、スピードスケートの会場がバイキング船をモチーフにした木製の屋根を乗せた物になったり、またボランティアの手により閉幕後は積極的に花を植えたり、といった徹底ぶりが広く評価された。
- 聖火台周辺にギミックがなく、かつ直接的な点火がされたオリンピックはこの会が最後であった。
- 本大会開催前には、フィギュアスケートのアメリカ代表選考会でトーニャ・ハーディングが、暴行の実行犯として前夫を雇いライバルのナンシー・ケリガンを殴打させ、ケリガンが怪我を負う事件があった。結局、五輪の本番ではケリガンが銀メダルを獲得したが、ハーディングはフリー演技滑走前にスケート靴の紐がほどけたとアピール、泣きながら審判員に演技のやり直しを懇願、認められたものの結局8位に入賞、という対照的な結果となった。
- ノルディックスキー・ジャンプ団体で日本チームは最終ジャンパーの原田雅彦が105m以上飛ぶことができれば（＝よほどの失敗ジャンプをしなければ）優勝が決まるはずであったが、結果は97.5mで2位に終わった。この失敗ジャンプで原田は大バッシングを受け、「大舞台に弱い」というイメージの払拭は長野オリンピックでの団体優勝を待たなければならなかった。
- 閉会式では、国際環境使節団の一行を乗せた犬ぞりがリレハンメル市長から次期開催都市長野市長へ宛てた環境メッセージを携え出発した。一行は燃料動力を一切使用せず、冬は犬ぞり、夏は自転車でシベリアを通りユーラシア大陸を横断、カムチャツカ半島からは帆船で日本の横浜港へ、横浜からは自転車で長野を目指し1996年9月25日に長野市に到着した[1][2]。
- フラッグハンドオーバーセレモニーには、長野市の塚田佐市長(当時)が出席し、リレハンメルから長野へオリンピック旗が受け継がれ、閉会式の最後には長野大会のデモンストレーションが行われた。聖火の消えた聖火台の脇から、日本と長野の美しい自然を象徴する雪の花の精が現れ、階段を降りてフィールドに立つ。会場全体が照明で真っ赤に染まると、長野の民謡「信濃追分」を西洋の音楽の要素を入れてアレンジしたBGMが流れだし、雪の花の精は照明で花が描かれたフィールドを歩き回る。雪の花の精がノルウェーのベッテル達に会うと、ベッテル達が不思議そうに見つめる中、雪の花の精はベッテル達の合間を歩き、やがてゲートを見つめる。するとBGMが祭囃子のような音楽に変わり、ゲートからは紙吹雪が舞うと、各ゲートから日本とノルウェーのダンサーによって色鮮やかな6つの風船が運ばれた。それらは会場内を走り回ると、やがて中央に集まり、長野大会のエンブレムとなった。最後はジャンプ台にレーザー光線で「SEE　YOU　IN　NAGANO　1998」というメッセージが映されると、花火が上がる中バルーンが空へと舞い上がり、長野大会の紹介が締めくくられた。

## 競技会場
| セレモニー   | 会場                       |
| ------------ | -------------------------- |
| 開会式       | Lysgårdsbakkene Hoppanlegg |
| メダル授与式 | Stampesletta stadion       |
| 閉会式       | Lysgårdsbakkene Hoppanlegg |

| 競技                             | メイン会場                           |                            |
| -------------------------------- | ------------------------------------ | -------------------------- |
| ソリ                             | Lillehammer Olympiske Bob og Akebane |                            |
| アルペンスキー                   | Hafjell Alpinsenter                  | Kvitfjell Alpinanlegg      |
| ボブスレー                       | Lillehammer Olympiske Bob og Akebane | -                          |
| フリースタイルスキー             | Kanthaugen Freestyleanlegg           | -                          |
| スピードスケート                 | Vikingskipet                         | -                          |
| アイスホッケー                   | Håkons Hall                          | Gjøvik Fjellhall           |
| ショートトラックスピードスケート | Hamar OL-amfi                        | -                          |
| フィギュアスケート               | Hamar OL-amfi                        | -                          |
| ノルディック複合                 | Birkebeineren skistadion             | Lysgårdsbakkene Hoppanlegg |
| クロスカントリースキー           | Birkebeineren skistadion             | -                          |
| スキージャンプ                   | Lysgårdsbakkene Hoppanlegg           | -                          |
| バイアスロン                     | Birkebeineren skistadion             | -                          |

## 実施競技と日程
| 競技名 / 日付                    | 競技名 / 日付  | 12 | 13 | 14 | 15 | 16 | 17 | 18 | 19 | 20 | 21 | 22 | 23 | 24 | 25 | 26 | 27 |
| -------------------------------- | -------------- | -- | -- | -- | -- | -- | -- | -- | -- | -- | -- | -- | -- | -- | -- | -- | -- |
| 開閉会式                         | 開閉会式       | •  |    |    |    |    |    |    |    |    |    |    |    |    |    |    | •  |
| スキー                           |                |    |    |    |    |    |    |    |    |    |    |    |    |    |    |    |    |
| アルペンスキー                   |                | •  | •  | •  |    | •  |    | •  | •  | •  |    | •  | •  | •  | •  | •  |    |
| クロスカントリースキー           |                | •  | •  | •  |    | •  |    | •  |    | •  | •  |    | •  |    |    | •  |    |
| スキージャンプ                   |                |    |    |    |    |    |    |    | •  |    | •  |    |    | •  |    |    |    |
| ノルディック複合                 |                |    |    |    |    |    | •  | •  |    |    |    | •  | •  |    |    |    |    |
| フリースタイルスキー             |                |    |    | •  | •  |    |    |    |    | •  |    |    | •  |    |    |    |    |
| スケート                         |                |    |    |    |    |    |    |    |    |    |    |    |    |    |    |    |    |
| ショートトラックスピードスケート |                |    |    |    |    |    |    |    |    |    | •  |    | •  |    | •  |    |    |
| スピードスケート                 |                | •  | •  |    | •  | •  | •  | •  | •  | •  |    | •  |    | •  |    |    |    |
| フィギュアスケート               |                | •  |    | •  |    | •  | •  | •  | •  | •  |    | •  |    | •  |    |    |    |
| アイスホッケー                   | アイスホッケー | •  | •  | •  | •  | •  | •  | •  | •  | •  | •  | •  | •  | •  | •  | •  | •  |
| バイアスロン                     | バイアスロン   |    |    |    | •  |    |    | •  |    | •  |    |    | •  |    | •  |    |    |
| ボブスレー                       | ボブスレー     |    |    |    |    |    |    |    | •  | •  |    |    |    | •  | •  |    |    |
| リュージュ                       | リュージュ     |    | •  | •  | •  | •  |    | •  |    |    |    |    |    |    |    |    |    |

## 各国・地域の獲得メダル数
| 順 | 国・地域             | 金 | 銀 | 銅 | 計 |
| -- | -------------------- | -- | -- | -- | -- |
| 1  | ロシア               | 11 | 8  | 4  | 23 |
| 2  | ノルウェー（開催国） | 10 | 11 | 5  | 26 |
| 3  | ドイツ               | 9  | 7  | 8  | 24 |
| 4  | イタリア             | 7  | 5  | 8  | 20 |
| 5  | アメリカ合衆国       | 6  | 5  | 2  | 13 |
| 6  | 韓国                 | 4  | 1  | 1  | 6  |
| 7  | カナダ               | 3  | 6  | 4  | 13 |
| 8  | スイス               | 3  | 4  | 2  | 9  |
| 9  | オーストリア         | 2  | 3  | 4  | 9  |
| 10 | スウェーデン         | 2  | 1  | 0  | 3  |